# Rode acouchy
De rode acouchy (Myoprocta acouchy) is een middelgroot knaagdier uit de familie agoeti's en acouchy's (Dasyproctidae). Het is een van de twee soorten acouchy's, de enige andere soort is de groene acouchy (Myoprocta pratti).
Dit dier heeft een slankgebouwd lichaam en dunne poten. De vacht is roodbruin van kleur met oranje tinten op de kop. De rode acouchy bewoont het Amazoneregenwoud. Het is een dagactief dier dat zich voedt met zaden en afgevallen fruit. Het speelt een rol in de verspreiding van de zaden van bomen zoals bruinhart.

## Synoniemen
Door de IUCN wordt de Myoprocta exilis gezien als een synoniem van de Myoprocta acouchy.